# Choerades unifascia
Choerades unifascia là một loài ruồi trong họ Asilidae. Choerades unifascia được Walker miêu tả năm 1857. Loài này phân bố ở miền Ấn Độ - Mã Lai.